# Жила Віктор Іванович
Жила Віктор Іванович (нар. 10 лютого 1959) - кандидат технічних наук, доцент, професор кафедри інтегрованих електротехнологій та енергетичного машинобудування Державного біотехнологічного університету.

## Біографія
Віктор Іванович народився 10 лютого 1959 року в с. Гвоздць Івано-Франківської області.
У 1982 році закінчив Харківський іннститут механізації та електрифікації сільського господарства, спеціальність «Електрифікація сільського господарства»
З 1981 по 1985 роки працював секретарем комітету комсомолу Харківського інституту механізації та електрифікації сільського господарства.
З 1985 по 1993 роки був молодшим науковим співробітником науково-дослідного сектору, асистентом, аспірантом Харківського інституту механізації та електрифікації сільського господарства.
З 1994 по 1999 роки працював асистентом, старшим викладачем кафедри електротехнології сільськогосподарського виробництва Харківського державного технічного університету сільського гоподарства.
З 1999-2001 роки працював старшим викладачем, доцентом кафедри електротехнології сільськогосподарського виробництва; заступником декана факультету електрифікації сільського господарства.
У 2001 році Віктор Іванович здобув ступінь кандидата технічних наук захистивши дисертацію на тему «Застосування електротехнологій у сільськогосподарькому виробництві».
З 2001 по 2004 роки декан кафедри електротехнології сільськогосподарськоговиробництва Харківського державного технічного університеету сільського господарства; начальник навчального відділу університету.
Протягом 2004-2017 років був проректором з науково-педагогічної роботи, доцентом кафедри електротехнології сільськогосподарськогго виробництва.
З 2017 по 2020 роки працював на посаді професора кафедри автоматизованих електромеханічних систем Харківського національного технічного університету сільського господарства імені Петра Василенка.
Протягом 2020-2021 років виконуючий обов'язки директора навчально-наукового нституту енергетики та комп'ютерних технологій Харківського національного технічного університету сільського господарства імені Петра Василенка.
З вересня 2021 по теперішній час працює на посаді професора кафедри інтегрованих електротехнологій та енергетичного машинобудування Державного біотехнологічного університету.

## Відзнаки та нагороди
- трудова відзнака Міністерства аграрної політики «Знак пошани» (2005);
- «Відмінник аграрної освіти та науки» ІІІ ступеня (2008);
- подяка Навчально-методичного центру Міністерства аграрної політики (2008);
- почесна грамота Мінагрополітики України (2009);
- «Відмінник аграрної освіти та науки» ІІ ступеня (2010);
- «Відмінник аграрної освіти та науки» І ступеня (2011);
- подяка Міністра аграрної політики (2012);
- «Подяка Міністерства освіти та науки України» (2015);
- «Почесна грамота Харківської обласної державної адміністрації» (2020);
- «Подяка Міністерства освіти та науки України» (2021).

## Праці
Віктор Іванович автор понад 90 наукових, навчальних та навчально-методичних праць.